# Vineuil-Saint-Firmin
Vineuil-Saint-Firmin è un comune francese di 1 503 abitanti situato nel dipartimento dell'Oise della regione dell'Alta Francia.

## Società

### Evoluzione demografica
Abitanti censiti